# Jaime Mirtenbaum Zenamon
Jaime Mirtenbaum Zenamon (nacido en 1953) es un guitarrista clásico y compositor. Nació en La Paz, Bolivia, y estudió guitarra y composición en Israel, España y Portugal, así como en América del Sur. Fue profesor en la Academia de Música de Berlín de 1980 a 1992. Ahora vive en Curitiba, Brasil. 
Además de repertorio de los conciertos avanzada, que ha escrito una serie de piezas para principiantes y intermedios de la guitarra estudiantes, algunos de los cuales han sido incluidos en las colecciones del repertorio de los estudiantes.

## Artículos
- Duo-Borgomanero Zenamon Divulga Roteiro de conciertos com Entrada Livre octubre de 2006, por Desiderio Peron (INSIEME) (portugués)

- Jaime Zenamon e Daise Sartori apresentam Conserto Natalino (enlace roto disponible en Internet Archive; véase el historial, la primera versión y la última). diciembre de 2005 (Campo Mourão) (portugués)